# 반접근/지역거부

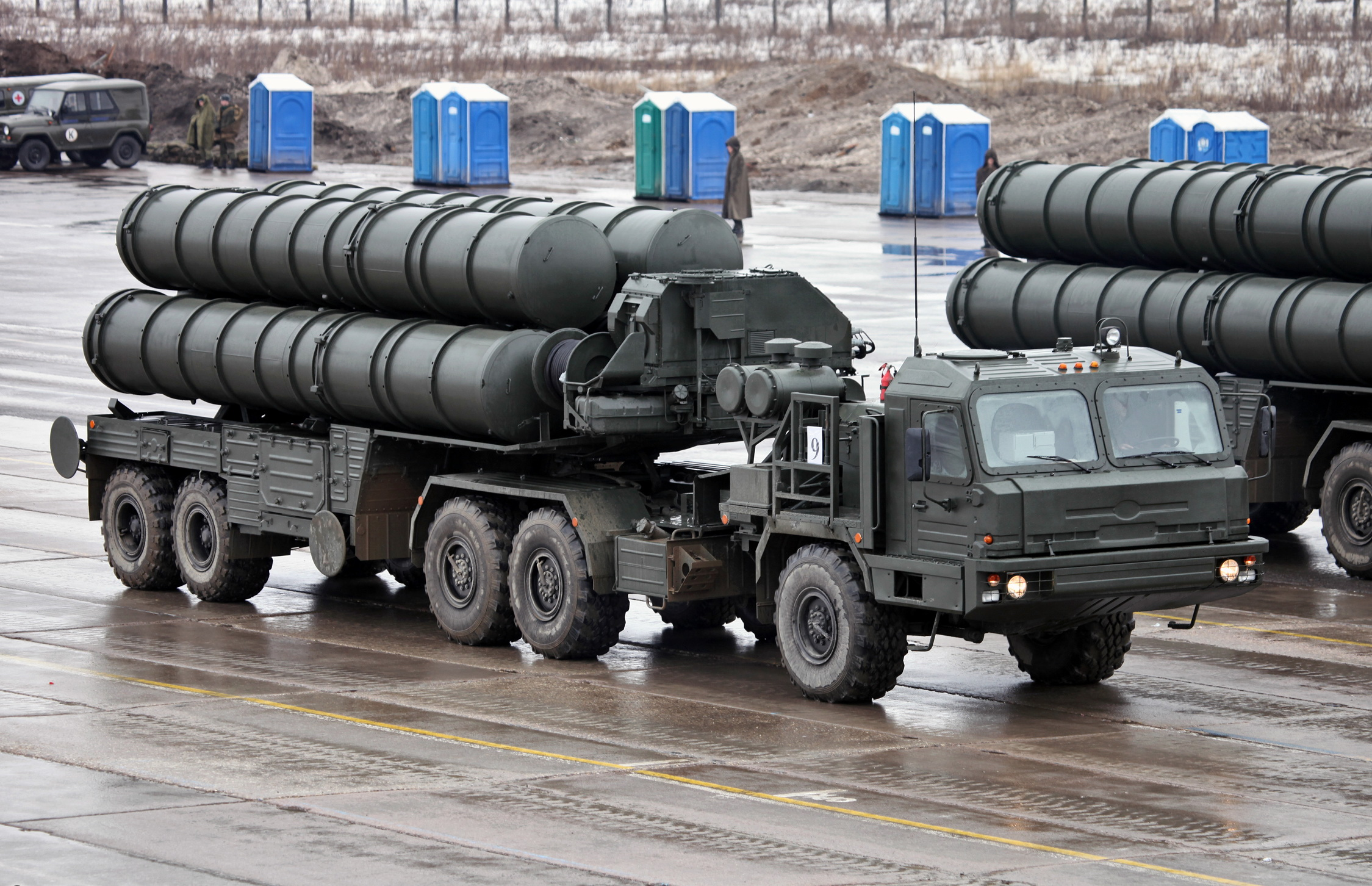
S-400 지대공 미사일 시스템은 A2/AD 자산으로 사용될 수 있다.

반접근/지역거부(Anti-access/area denial) 또는 A2/AD는 작전 환경에 대한 접근 및 통제를 목표로 하는 군사 전략이다. 초기 정의에서 접근 거부는 일반적으로 장거리이며, 적군이 작전 지역에 진입하는 것을 방지하기 위해 고안된 행동 및 능력을 의미한다. 지역거부는 일반적으로 단거리이며, 적군이 작전 지역 내에서 행동의 자유를 제한하기 위해 고안된 행동 및 능력을 의미한다. 간단히 말해, A2는 전구(theater)로의 이동에 영향을 미치고, AD는 전구 내에서의 이동에 영향을 미친다. A2/AD는 일반적으로 약한 상대가 우월한 기술을 가진 상대를 방어하기 위해 사용하는 전략을 의미하지만, 더 강한 상대도 A2/AD를 사용할 수 있다.

## 개요

### 미국
A2/AD 전략은 미국 정책의 중요한 관심사이며, 미국 군대에 대항하는 약한 세력의 무기로 간주된다. 미국 군대는 적의 반접근/지역거부 전략 채택이 "향후 수십 년 동안 미군이 직면할 가장 어려운 작전적 도전일 수 있다"고 간주한다.국방부는 "정교한 접근 거부 및 지역 거부 능력을 갖춘 적을 포함하여 모든 범위의 군사 작전에서 적을 격퇴하기 위한 공중-해상 전투 개념"을 개발했다.
해군 작전 사령관 존 리처드슨 제독은 A2/AD라는 용어의 모호성에 대해 다음과 같이 언급했다. "일부에게 A2AD는 암호와 같은 말로, 병력이 극심한 위험을 감수하고서야 진입할 수 있는 뚫을 수 없는 '진입 금지 구역'을 암시한다. 다른 이들에게는 A2AD는 일련의 기술을 의미한다. 또 다른 이들에게는 전략을 의미한다. 요컨대, A2AD는 정확한 정의 없이 자유롭게 사용되는 용어로, 송수신되는 맥락에 따라 다양한 모호하거나 상충되는 신호를 보낸다. [...] 해군은 A2AD라는 용어를 스탠드얼론 약어로 사용하지 않을 것이다. 왜냐하면 그것은 다른 사람들에게는 여러 가지를 의미할 수 있고, 누구에게나 거의 모든 것을 의미할 수 있기 때문이다."

### 중국
중화인민공화국은 구단선으로 자국의 영해라고 주장하는 수역 내에서 적대 세력이 행동하는 것을 배제하거나 저지하기 위해 다각적인 A2/AD 전략을 사용하고 있다. 이 전략의 초기 동기는 1995년 중국이 대만 침공 가능성에 대한 시험과 훈련에 대응하여 두 대의 미국 항공모함 전투단을 해당 지역에 배치한 것이라고 한다. 당시 중국 해군은 사실상 이에 대응하지 못했다. 중국의 A2/AD 전략은 주로 미사일에 의한 해상 거부(또한 해상 문단 참조)에 중점을 두지만, 잠수함과 항공기도 포함한다. 중국의 거부 능력은 일본과 미군을 남중국해에서 완전히 배제할 정도는 아니지만, 대만 점령을 위한 전쟁 시 막대한 사상자를 초래할 정도는 된다.

## 해상

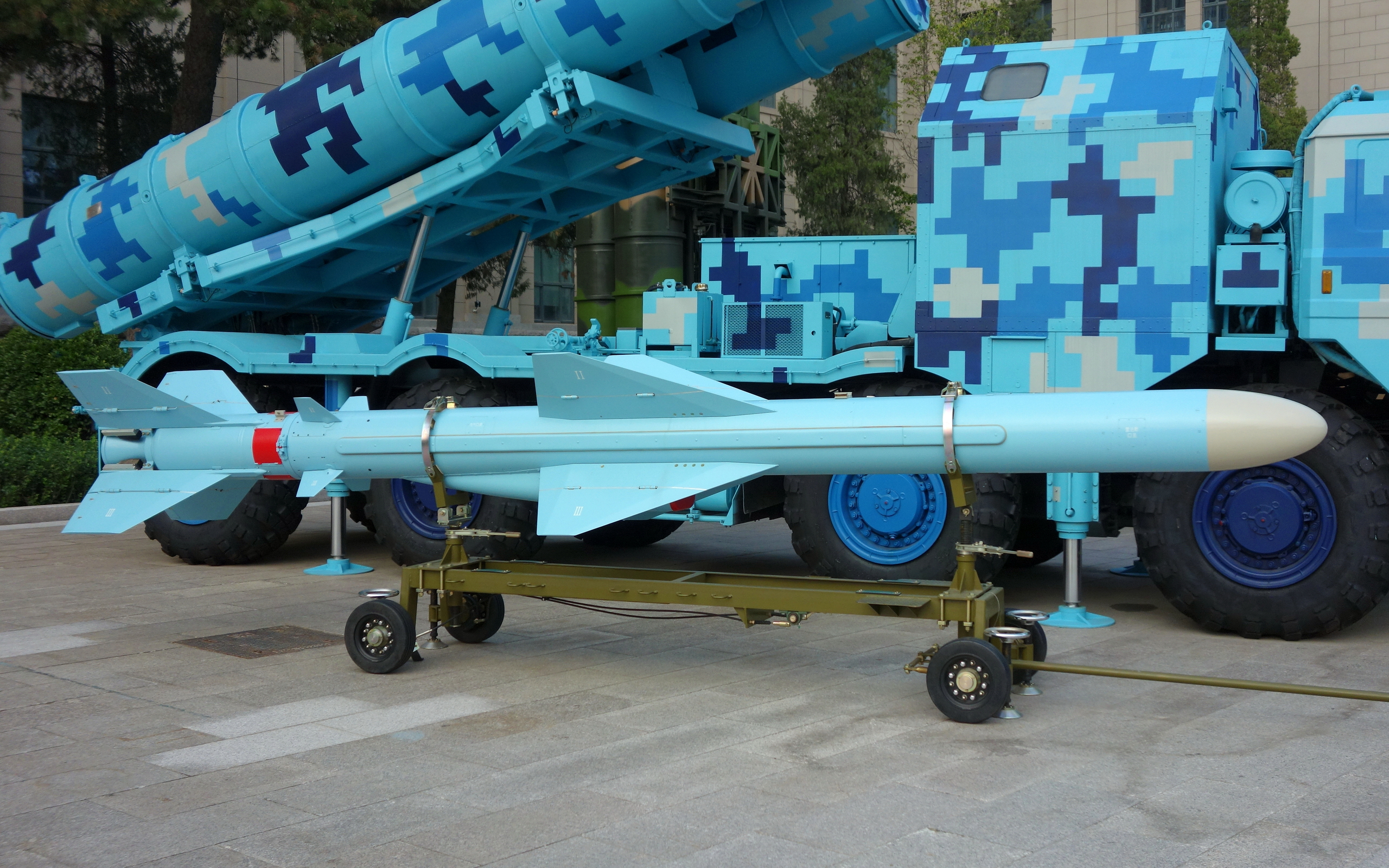
KD-88 대함 미사일은 중국의 A2/AD 무기 중 하나이다.

A2/AD의 개념은 제해권 및 해상 교통로 통제와 같은 이름으로 오랫동안 해군에 의해 사용되어 왔다. 해상 A2/AD는 일반적으로 해협이나 섬 주변의 해역과 같이 접근을 제한하는 지리적 특징을 활용한다. 봉쇄는 해상 접근 거부 작전의 한 예이다.
대함 미사일은 잠재적인 적이 해상으로 공격하는 것을 막는 현대적인 방법이다. 중국, 러시아, 북한, 시리아, 이란은 모두 인근 수로에서 미국의 전력투사에 대항하는 현대적인 A2/AD 전략을 개발하기 위해 이러한 무기를 개발하거나 수입했다. 중국의 이러한 A2/AD 능력 추구에 대응하여 미국은 에어시 배틀 독트린을 개발했다. 전략적 수준에서 지역 거부의 다른 방법으로는 항공모함, 잠수함, 지대공 미사일, 탄도 미사일, 순항 미사일, 전자전 및 요격기가 있다. 기뢰, 연안 잠수함, 공격정은 연안 지역에서 사용될 수 있다. 다른 지역 거부 시스템에는 순항 미사일, 장거리 공격기, 기뢰, 해안 방어 포병이 포함된다. A2/AD라는 용어는 2003년에 장거리 미사일 시스템, 정밀 탄약, 위성 기술이 현대 해군력에게 연안 지역에서의 군사 작전을 어렵게 만들 위협을 설명하기 위해 만들어졌다.

## 육상
육군에 대한 접근 거부 위협에는 "전구 탄도 미사일, 순항 미사일, 장거리 로켓 및 포병, 대량살상무기 및 기타 비전통적인 수단, 그리고 정보 작전"이 포함된다. 육상 A2/AD 전략은 종종 자연 지형이나 접근 거부 작전을 지원할 수 있는 교량을 활용한다. 육상 기반 지역 거부 작전은 괴롭힘 사격, 기만, 직접적인 대결을 피하는 유격전과 유사한 전술과 같은 기술로 적의 능력을 저하시킨다. 육상 기반 지역 거부 기술에는 포병, 로켓, 미사일 공격, 지뢰, 화생방 무기도 포함된다.

## 공중
비행금지구역은 공중 A2/AD 전략으로, 영공 일부에 대한 접근을 금지한다. A2/AD는 S-300 및 S-400과 같은 지대공 미사일에 의해 지원될 수 있다. 순항 및 탄도 미사일로부터 전방 항공기지가 받는 위협 또한 접근 거부를 강요할 수 있다.

## 사이버공간
사이버공간 공격은 A2/AD 위협에서 점점 더 중요해지는 부분이다. 전술적 사이버 A2/AD 작전은 특정 자원에 대한 접근을 차단하며, 전략적 A2/AD는 사이버공간 자체에 대한 접근을 차단한다.

## 같이 보기
- 지역 거부 무기